# シーキューブ (エンジニアリングサービス)
株式会社シーキューブ（英: C.CUBE,Inc）は、総合エンジニアリングサービスを行う会社。シーキューブ株式会社という会社も存在するが関係性は無い。
3次元CAD、2次元CAD、設計用技術計算ソフト、CADデータ変換ソフトウェアなどのCAD関連ソフトウェアの専門店サイト「CAD百貨」を運営する。

## 概要
3次元CAD/CAMを基軸に5事業を展開している。
- システムソリューション（CAD／CAM／CAE／PLMシステム販売）
- エンジニアリングサービス（導入・運用支援、教育、保守、3次元活用）
- 人材サービス（技術者派遣・職業紹介、教育研修）
- インターネット（CAD百貨運営、Webサイト構築）
- 教育システムソリューション（教育コンテンツ企画・制作・販売）

## 沿革
- 2000年1月 - 株式会社シーキューブ設立。
- 2002年7月 - グリーンシート株式公開[1]。
- 2015年8月28日 - グリーンシート銘柄の指定の取消し。